# Helictotrichon gonzaloi
Helictotrichon gonzaloi là một loài thực vật có hoa trong họ Hòa thảo. Loài này được (Sennen) Potztal mô tả khoa học đầu tiên năm 1951.